# イクソ
イクソ（IXO/ixo）は、中華人民共和国のマカオに本社を置くPCT社のミニカーブランド。

## 概要
PCT社は2001年に設立された。
1982年に設立されたポルトガルのミニカーブランド、ビテス（VITESSE）が2000年に破綻し、イクソが受け継いでいる。
主に1/43スケールのミニカーを発売しており、1/18スケール、1/24スケールもラインナップしている。レーシングカーやクラシックカーに力を入れているほか、バスなどの商用車も販売している。
近年は日本車のラインナップも充実しており、アシェットジャパンが刊行している分冊百科「1/43 国産名車コレクション」のミニカーを監修している。

## ファースト43
イクソの輸入元であった国際貿易が日本向けに安価な1/43スケールの入門モデルとして企画した「ファースト43」が2015年から展開しており、他社が製品化しなかった車種や身近な軽自動車などもラインナップされている。
ラインナップされている車種
- 日産・GT-R
- ダットサンフェアレディ240Z
- スズキ・マイティボーイ
- トヨタ・ハイラックス
- 三菱・ランサーセレステ
- ホンダ・シビック
- スズキ・アルト
- 三菱・グランディス
- トヨタ・センチュリー
- ホンダ・T360
- 日産・キューブ
- トヨタ・セラ
- マツダ・ロードスター
- トヨタ・ウィンダム
- スズキ・カプチーノ
- ダイハツ・コペン
- 日産・プリメーラ
- トヨタ・ランドクルーザー60系
- 三菱・デボネア
- マツダ・ロードペーサー
- 三菱・ディアマンテ
- スバル・BRZ
- マツダ・RX-8
- 日産・サニー
- トヨタ・マークX